# Privilegium Denominandi
Das Privilegium Denominandi war das vom Kaiser oder Landesfürsten erteilte Vorrecht, sich nach den aktuellen Gütern und späterem Besitz zu nennen und zu schreiben.
Die Formen waren u. a.:
- Familienname von/zu Ortsname
- Titel von/zu Ortsname
- Titel von Familienname zu  Ortsname
- Familienname/Titel von Ortsname 1 und Ortsname 2